# Jean Dréville
Jean Dréville, född 20 september 1906 i Vitry-sur-Seine, Île-de-France, död 5 mars 1997 i Vallangoujard, Île-de-France, var en fransk filmregissör och manusförfattare.

## Utmärkelser
Devaivre vann Louis Delluc-priset 1948 för Som folk är värst.

## Filmografi i urval
- 1934 – Kampen om kvinnan (regi)
- 1939 – Utan fosterland (regi)
- 1945 – Näktergalarnas bur (regi)
- 1946 – Besök i natten (regi)
- 1946 – Monsieur Alibi (regi)
- 1948 – Kampen om atombomben (manus och regi)
- 1948 – Som folk är värst (regi)
- 1952 – De 7 dödssynderna (regi)